# Matthieu Dreyer
Pour les articles homonymes, voir Dreyer.
Matthieu Dreyer, né le 20 mars 1989 à Strasbourg en France, est un footballeur français qui évolue au poste de gardien de but.

## Biographie

### Jeunesse et formation
Il commence le football dans le petit club de l'AS Ernolsheim-sur-Bruche et fréquente la section sport-étude football du collège de Schirmeck avant de rejoindre le centre de formation du FC Sochaux. Il y remporte la Coupe Gambardella avec l'équipe des moins de 19 ans de Sochaux en 2007. L'année suivante, il intègre le groupe pro et devient le troisième gardien de l'équipe.

### Débuts professionnels à Sochaux (2007-2011)
Il signe son premier contrat professionnel en mai 2008 avec son club formateur et alterne pour la saison 2008-2009 avec Jérémy Gavanon, entre la place de gardien titulaire de la réserve et le banc de touche de l'équipe 1. Ainsi, le 28 février 2009, il joue son premier match de Ligue 1, profitant d'une blessure de Teddy Richert lors de l'échauffement d'avant match, contre l'OGC Nice. Il garde son but inviolé participant activement à la victoire de son équipe.
La saison suivante, il devient le gardien numéro 2 du club à la suite du départ de Gavanon et intègre l'équipe de France espoirs.
Durant la saison 2010-2011, à la suite de la blessure du gardien numéro 1 Teddy Richert, il commence la saison en tant que titulaire. À la fin de la saison, son club lui propose un prolongation de son contrat qu'il refuse et décide de quitter son club formateur.

### Fréjus St-Raphaël (2011-2012)
À l'issue de la saison, n'ayant pas trouvé d'accord avec les dirigeants sochaliens il est libre sur le marché des transferts, Matthieu signe à l'ÉFC  St-Raphaël, club de National pour la saison 2011-2012. Il devient le nouveau gardien titulaire du club.

### ES Troyes AC (2012-2016)
Lors du mercato d'été de 2012, après un essai à Metz, il signe à Troyes, et devient ainsi le second gardien de l’équipe. Il ne dispute que quatre matchs de coupe durant cette première saison avec le club troyen dont notamment une demi-finale de Coupe de France face aux Girondins de Bordeaux. En juin 2013, il prolonge son contrat de deux saisons supplémentaires. L'ESTAC étant relégué à la fin de la saison, le gardien titulaire Yohann Thuram quitte le club et Matthieu Dreyer se trouve en concurrence avec le nouveau venu Denis Petrić pour la place de n°1. Malgré tout, il profite des problèmes d'adaptation de ce dernier pour lui ravir sa place de titulaire en janvier 2014 à la suite d'une contre-performance face à Arles-Avignon (défaite 3-0). Lors de cette saison 2013-2014, il dispute 15 matchs de championnat ainsi qu'une demi-finale de Coupe de la Ligue contre l'Olympique lyonnais avant de perdre de nouveau sa place dans les buts au profit de Grandel. Lors de la saison 2015-2016 il dispute 15 matchs de championnat mais il ne peut pas empêcher la relégation de l'ESTAC.

### SM Caen (2016-2018)
Il est libéré par l'ESTAC en août 2016 et signe un contrat de deux ans en faveur du SM Caen. Doublure de Rémy Vercoutre, il ne dispute que deux matches de Ligue 1 lors de la saison 2016-2017. La saison suivante, il perd sa place de numéro 2, Brice Samba lui étant préféré.  

### Amiens SC (2018-2020)
Arrivant en fin de contrat, il s'engage pour deux saisons avec l'Amiens SC. Doublure de Régis Gurtner, il ne prend part à aucune rencontre de championnat sur les saisons 2018-2019 et 2019-2020, obtenant seulement du temps de jeu lors des coupes nationales.

### FC Lorient (2020-2022)
Matthieu Dreyer s'engage avec le FC Lorient en 2020 afin d'être la doublure de Paul Nardi. Lors de la deuxième partie de la saison 2021-2022, il va même passer devant Paul Nardi dans la hiérarchie des gardiens de but de Lorient et terminer la saison titulaire.
Lors de la saison 2022-2023, avec l'arrivée de Régis Le Bris au poste d'entraîneur il est relégué au rang de numéro trois, derrière Yvon Mvogo, venant d'arriver pour être le titulaire au poste, et Paul Nardi son remplaçant. Barré par la concurrence à Lorient, Matthieu Dreyer décide de quitter les Merlus,.

### AS Saint-Étienne (2022-2024)
Le 23 août 2022, Matthieu Dreyer rejoint l'AS Saint-Étienne et signe un contrat d'une durée de deux ans, soit jusqu'en 2024,. Il est notamment recruté par Laurent Batlles, son entraîneur, pour son expérience, son état d'esprit et pour accompagner les jeunes gardiens du centre de formation. Il arrive également pour pallier la suspension d'Étienne Green. Il joue son premier match avec les Verts lors de la cinquième journée de Ligue 2 face à Valenciennes (2-2). Il enchaîne cinq matchs consécutifs jusqu'au retour de suspension de Green qui retrouve sa place de titulaire à partir de la dixième journée de championnat.
Il récupère néanmoins la place de titulaire à la suite de mauvaises prestations de la part de Green, jusqu'à la trêve liée à la Coupe du monde. À la suite de la blessure de Green au sortir de la compétition au Qatar, il est de nouveau titulaire face à Annecy pour la reprise de la Ligue 2 le 26 décembre 2022. Il se fait remarquer en réalisant une incroyable erreur causant le deuxième but stéphanois. Cette mauvaise performance lui vaut de ne pas figurer dans le groupe pour le match face au Stade Malherbe de Caen quatre jours plus tard, même si le portier stéphanois aurait également été sanctionné pour avoir manqué la reprise au premier décembre,. À la suite de ses prestations peu convaincantes, tout comme celles de son jeune coéquipier Green, l'ASSE, alors 20e de Ligue 2, fait le choix de se renforcer lors du mercato hivernal en enrôlant Gautier Larsonneur.
Devenue quatrième gardien de l'ASS, il profite de la blessure de Boubacar Fall et d'Étienne Green pour remonter provisoirement deuxième gardien lors de la 27e journée de Ligue 2 contre Amiens.

### RC Strasbourg (2024)
En janvier 2024, il rejoint le Racing Club de Strasbourg en s'engageant pour une durée d'un an et demi. En septembre 2024, le RCSA annonce l'avoir libéré de sa dernière année de contrat.

## Statistiques
| Saison                | Club                   | Championnat           | Championnat | Championnat | Championnat | Coupe nationale | Coupe nationale | Coupe nationale | Coupe de la Ligue | Coupe de la Ligue | Coupe de la Ligue | Total | Total | Total |
| Saison                | Club                   | Division              | M.          | B.          | P.d.        | M.              | B.              | P.d.            | M.                | B.                | P.d.              | M.    | B.    | P.d.  |
| 2008-2009             | FC Sochaux-Montbéliard | Ligue 1               | 1           | 0           | 0           | -               | -               | -               | -                 | -                 | -                 | 1     | 0     | 0     |
| 2009-2010             | FC Sochaux-Montbéliard | Ligue 1               | 8           | 0           | 0           | 1               | 0               | 0               | 1                 | 0                 | 0                 | 10    | 0     | 0     |
| 2010-2011             | FC Sochaux-Montbéliard | Ligue 1               | 11          | 0           | 0           | -               | -               | -               | 1                 | 0                 | 0                 | 12    | 0     | 0     |
| Sous-total            | Sous-total             | Sous-total            | 20          | 0           | 0           | 1               | 0               | 0               | 2                 | 0                 | 0                 | 23    | 0     | 0     |
| 2011-2012             | ÉFC Fréjus St-Raphaël  | National              | 32          | 0           | 0           | 1               | 0               | 0               | -                 | -                 | -                 | 33    | 0     | 0     |
| Sous-total            | Sous-total             | Sous-total            | 32          | 0           | 0           | 1               | 0               | 0               | -                 | -                 | -                 | 33    | 0     | 0     |
| 2012-2013             | ES Troyes AC           | Ligue 1               | -           | -           | -           | 4               | 0               | 0               | -                 | -                 | -                 | 4     | 0     | 0     |
| 2013-2014             | ES Troyes AC           | Ligue 2               | 15          | 0           | 0           | 2               | 0               | 0               | 2                 | 0                 | 0                 | 19    | 0     | 0     |
| 2014-2015             | ES Troyes AC           | Ligue 2               | -           | -           | -           | -               | -               | -               | -                 | -                 | -                 | 0     | 0     | 0     |
| 2015-2016             | ES Troyes AC           | Ligue 1               | 15          | 0           | 0           | 3               | 0               | 0               | -                 | -                 | -                 | 18    | 0     | 0     |
| Sous-total            | Sous-total             | Sous-total            | 30          | 0           | 0           | 9               | 0               | 0               | 2                 | 0                 | 0                 | 41    | 0     | 0     |
| 2016-2017             | SM Caen                | Ligue 1               | 2           | 0           | 0           | 1               | 0               | 0               | -                 | -                 | -                 | 3     | 0     | 0     |
| 2017-2018             | SM Caen                | Ligue 1               | -           | -           | -           | -               | -               | -               | -                 | -                 | -                 | 0     | 0     | 0     |
| Sous-total            | Sous-total             | Sous-total            | 2           | 0           | 0           | 1               | 0               | 0               | -                 | -                 | -                 | 3     | 0     | 0     |
| 2018-2019             | Amiens SC              | Ligue 1               | -           | -           | -           | 2               | 0               | 0               | 2                 | 0                 | 0                 | 4     | 0     | 0     |
| 2019-2020             | Amiens SC              | Ligue 1               | -           | -           | -           | 1               | 0               | 0               | 3                 | 0                 | 1                 | 4     | 0     | 1     |
| Sous-total            | Sous-total             | Sous-total            | 0           | 0           | 0           | 3               | 0               | 0               | 5                 | 0                 | 1                 | 8     | 0     | 1     |
| 2020-2021             | FC Lorient             | Ligue 1               | 15          | 0           | 0           | -               | -               | -               | -                 | -                 | -                 | 15    | 0     | 0     |
| 2021-2022             | FC Lorient             | Ligue 1               | 16          | 0           | 0           | 1               | 0               | 0               | -                 | -                 | -                 | 17    | 0     | 0     |
| Sous-total            | Sous-total             | Sous-total            | 31          | 0           | 0           | 1               | 0               | 0               | -                 | -                 | -                 | 32    | 0     | 0     |
| 2022-2023             | AS Saint-Étienne       | Ligue 2               | 10          | 0           | 0           | -               | -               | -               | -                 | -                 | -                 | 10    | 0     | 0     |
| 2023-2024             | AS Saint-Étienne       | Ligue 2               | -           | -           | -           | 1               | 0               | 0               | -                 | -                 | -                 | 1     | 0     | 0     |
| Sous-total            | Sous-total             | Sous-total            | 10          | 0           | 0           | 1               | 0               | 0               | -                 | -                 | -                 | 11    | 0     | 0     |
| 2023-2024             | RC Strasbourg          | Ligue 1               | -           | -           | -           | -               | -               | -               | -                 | -                 | -                 | 0     | 0     | 0     |
| Total sur la carrière | Total sur la carrière  | Total sur la carrière | 125         | 0           | 0           | 17              | 0               | 0               | 9                 | 0                 | 1                 | 151   | 0     | 1     |

## Palmarès

### En club
Matthieu Dreyer remporte la Coupe Gambardella en 2007 avec le FC Sochaux.

### En sélection
S'il n'a jamais porté le maillot des bleus, il remporte de nombreux titres avec les équipes de jeunes comme le Tournoi de Val-de-Marne en 2004 et le Tournoi de Montaigu avec les moins de 16 ans et l'Algarve Cup en 2006 avec les moins de 17 ans.